# Craspedosis auriflua
Craspedosis auriflua är en fjärilsart som beskrevs av Louis Beethoven Prout 1927. Craspedosis auriflua ingår i släktet Craspedosis och familjen mätare. Inga underarter finns listade i Catalogue of Life.